# Клаудсэт
CloudSat — американо-канадский исследовательский спутник, запущенный 28 апреля 2006 с космодрома Ванденберг с помощью ракеты-носителя Дельта-2 7420-10C вместе с другим исследовательским спутником CALIPSO. 
Спутники запущены в рамках программы НАСА EOS (Earth Observing System, "Система наблюдения Земли") и предназначены для изучения облачного покрова Земли.
CloudSat расшифровывается как Cloud Satellite, CALIPSO — Cloud-Aerosol Lidar and Infrared Pathfinder Satellite Observation.

## Общая информация
Оба спутника решают общие задачи: получение трёхмерных изображений облаков и атмосферных аэрозолей; исследование того, как формируются и «развиваются» облака, как они влияют на погоду, климат, качество воздуха и количество осадков. Для этого на CloudSat установлен очень чувствительный радар с миллиметровой длиной волны (который более чем в тысячу раз чувствительнее обычного гидрометеорологического радара), а на CALIPSO — поляризационный лазерный локатор, который позволяет отличить в толще облаков водяной пар и кристаллы льда, жидкие и твёрдые частицы атмосферных аэрозолей. Кроме того, на CALIPSO имеется камера и инфракрасный радиометр.
Спутники выведены на солнечно-синхронную круговую орбиту высотой 705 км.

## Конструкция
Спутник CloudSat изготовлен корпорацией Ball Aerospace & Technologies Corp. на базе платформы BCP-2000, разработку научной программы для спутника осуществил Университет штата Колорадо. КА имеет массу 848 кг и габариты 2,54 x 2,03×2,29 м.
На спутнике установлен только один научный прибор:
CPR (Cloud Profiling Radar)
радар для получения профилей облаков, разработанный и изготовленный Лабораторией реактивного движения (JPL).